# Pokrzydowo
Pokrzydowo – wieś w Polsce położona w województwie kujawsko-pomorskim, w powiecie brodnickim, w gminie Zbiczno. Największa wieś tej gminy, liczy ponad 919 mieszkańców.

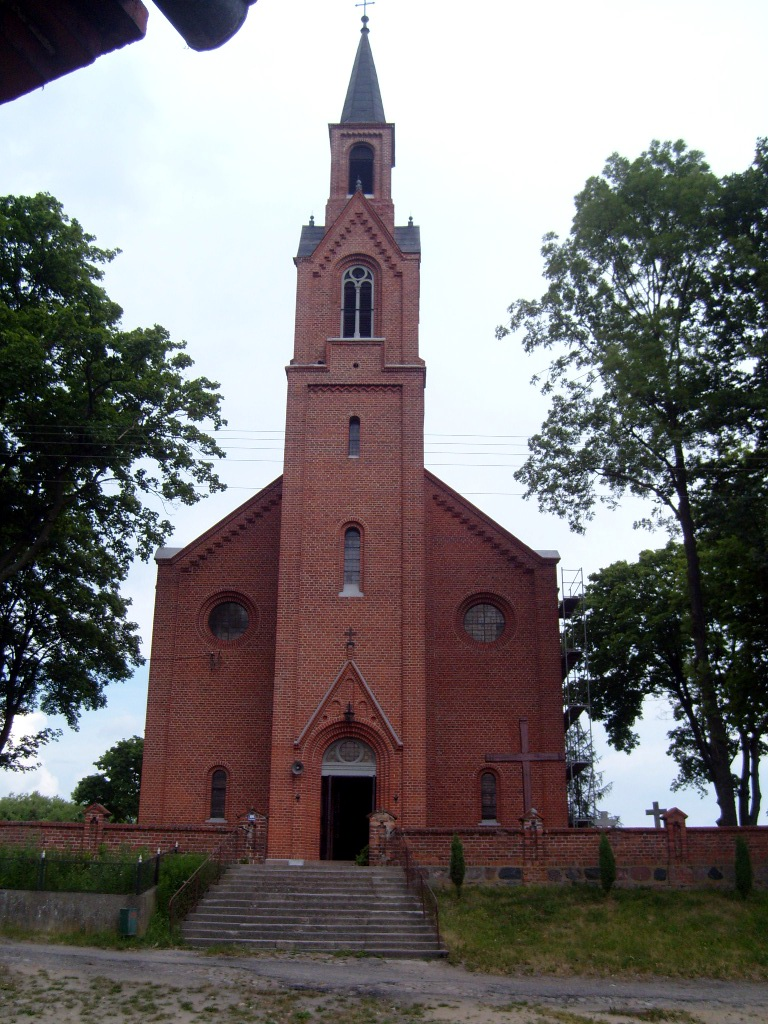
Kościół Niepokalanego Poczęcia Najświętszej Maryi Panny

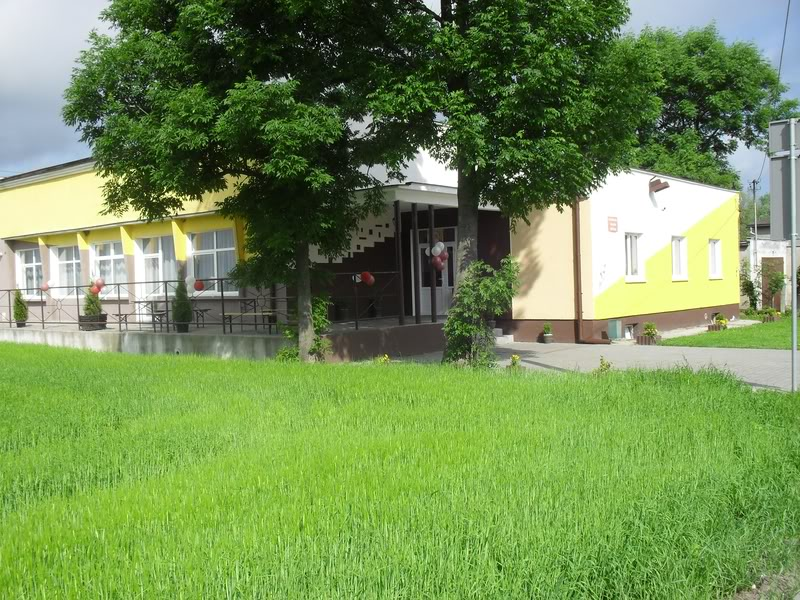
Świetlica Gminnego Ośrodka Kultury i Rekreacji w Pokrzydowie

Do 1954 roku miejscowość była siedzibą gminy Pokrzydowo, następnie do 1972 r. gromady Pokrzydowo. W latach 1975–1998 miejscowość administracyjnie należała do województwa toruńskiego.
We wsi znajduje się parafia pod wezwaniem Niepokalanego Poczęcia Najświętszej Maryi Panny, z kościołem zbudowanym w roku 1864.
Pierwowzór wsi Lipowo, miejsca akcji powieści kryminalno-obyczajowych Katarzyny Puzyńskiej. 
Na początku 2021 r. wraz z organizatorami corocznych zlotów fanów powieści, przystąpiła do realizacji projektu, mającego na celu stworzenie ścieżki informacyjnej „Lipowo. Śladami powieści”, która składa się w sumie z 20 tablic, ustawionych w miejscach opisywanych w książkach. Ich opracowanie graficzne na zlecenie Urzędu wykonał Marcin Moneta.
Pokrzydowo leży na Drodze św. Jakuba (jednego z najważniejszych chrześcijańskich szlaków pielgrzymkowych na świecie) prowadzącym do Santiago de Compostella w Hiszpanii. Przez Pokrzydowo biegnie 18. etap szlaku Camino Polaco, jednego ze szlaków Drogi św. Jakuba.

## Zabytki
Według rejestru zabytków NID na listę zabytków wpisane są:
- kościół parafialny pw. Niepokalanego Poczęcia NMP, 1864-66, nr rej.: A/1002/1-3 z 12.05.2006
- cmentarz przy kościele, 2 poł. XIX w., nr rej.: j.w.
- ogrodzenie murowane, 1866, nr rej.: j.w.